# Mientras escribo
Mientras escribo es un libro de Stephen King publicado en 2000. Es una autobiografía sobre las experiencias como escritor del prolífico autor, y también sirve como un libro-guía para aquellos que eligen dedicarse al oficio. En 2008, Entertainment Weekly posicionó al libro en el puesto 21 de su lista The New Classics: Books – The 100 best reads from 1983 to 2008, haciéndolo la única entrada de King. El 13 de julio de 2010, Scribner publicó una edición por el 10.º aniversario del libro, presentando una lista de lectura por Stephen King actualizada.

## Reseña
La primera sección de Mientras escribo es una autobiografía principalmente sobre la temprana exposición de King a la escritura, y los intentos por escribir durante su infancia. King habla de sus tempranos intentos por ser publicado, y su primera novela, Carrie. King también habla sobre su fama como escritor, y lo que llevó llegar hasta allí. Esto incluye su relación con su esposa, la muerte de su madre y su historia sobre abuso de drogas y alcohol. 
La segunda sección son consejos prácticos sobre cómo escribir, incluyendo sugerencias en gramática e ideas sobre el desarrollo del tema y los personajes. El propio King lo describe como una guía para que "un escritor competente se convierta en uno bueno". Esto incluye sus creencias sobre que un escritor debería quitar detalles innecesarios y evitar el uso de adverbios innecesarios. También utiliza citas de otros libros y autores para ilustrar sus puntos.
La tercera sección es también autobiográfica, en la que discute el accidente de 1999 en el cual King fue atropellado por un vehículo mientras paseaba por una carretera rural aislada. Describe las importantes lesiones, su dolorosa recuperación y su batalla por comenzar a escribir de nuevo.
King incluye parte de un borrador bosquejado y un borrador editado de su propia historia titulada 1408.
En la edición de bolsillo del Reino Unido, una historia corta por Garret Adams, titulada "Jumper", fue incluida al final del libro, como ganadora del concurso Mientras escribo.